# 민주화추진위원회
민주화추진위원회(民主化推進委員會)는 1980년대 초에 만들어진 서울대학교 학생운동의 비공개 지도 조직으로, 약칭은 '민추위'(民推委)이다. 산하에 노동문제투쟁위원회, 민주화투쟁위원회, 홍보위원회, 대학간 연락책 등 4개 기구를 두고 1985년 3월 삼민투쟁위원회(삼민투)를 결성, 5월의 서울 미국문화원 점거 농성 사건 등을 주도하였다.

## 같이 보기
- 김근태 (1947년)